# Playa Limbo
Playa Limbo es un grupo musical mexicano de pop, jazz y pop rock originarios de Guadalajara, Jalisco. El grupo está formado actualmente por Jass Reyes (voz), Ángel Baillo (bajo), Jorge Corrales (teclados) y Servando Yáñez (batería). En 2015 la banda cumplió 10 años desde su primer éxito en radios y en 2016 María León (voz) anunció su salida definitiva de la banda.
El nombre de la agrupación surge tras una de sus primeras giras musicales, la idea era encontrar un sonido que transportara al oyente a un lugar (como una playa) donde solo se pudiera llegar a través de la ensoñación, de este modo nace Playa Limbo. En 2007 comenzaron a tener fama con su tema debut «El eco de tu voz», que fue colocado como tema principal de la serie de televisión de TV Azteca, La vida es una canción.
En marzo de 2007 fueron firmados por la discográfica Sony BMG y al poco tiempo editaron su primer álbum de estudio titulado Canciones de hotel del cual se desprendieron destacados sencillos como «El eco de tu voz», «10 para las 10» y «El tiempo de ti».  En 2009 volvieron a incursionar en la televisión al prestar su tema «Un gancho al corazón» a la telenovela del mismo nombre que fue transmitida por el Canal de las Estrellas de la cadena mexicana Televisa. El tema fue producido por Ettore Grenci y grabado y mezclado por Fabrizio Simoncioni.
Playa Limbo cuenta con cinco producciones discográficas: Canciones de hotel (2007), Año perfecto (2010), El tren de la vida (2012), De días y de noches (2015) y Universo amor (2018). Son reconocidos por sencillos como «Piérdeme el respeto», «Que bello», «Mi perdición», «Sola», «A dónde va nuestro amor», «Ahora es aquí», «Los amantes», «Imaginarte» o «Así fue».

## Historia

### 2003-2006: Inicios
El grupo surge en 2003 tras la unión de Ángel Baillo y Jorge Corrales después de haber tocado juntos en un grupo de rock local. Con la idea de experimentar la mezcla de música de los años 80 con ritmos electrónicos surge un proyecto aleatorio llamado Vodkatronik. Posteriormente conocen a María León quien se integra como voz principal y guitarra. Con dicho proyecto se presentan en varias partes de México en ciudades como Querétaro, Tepic, León, Aguascalientes, entre otras.
Pop es el estilo que eligen por medio del cual se puede notar la influencia del jazz, R&B, folk, latino y rock con un contenido literal cotidiano y auténtico. En el 2005 se integra al proyecto Servando Yáñez para añadir un sonido más orgánico. Después de grabar su primer demo en ese mismo año, y tras tener un sencillo en la radio «El eco de tu voz» se presentan en varios lugares de la Ciudad de México. Playa Limbo inició el 2006 con la grabación de su primer disco de manera independiente armado como un cuarteto musical.

### 2007-2009:Canciones de hotel

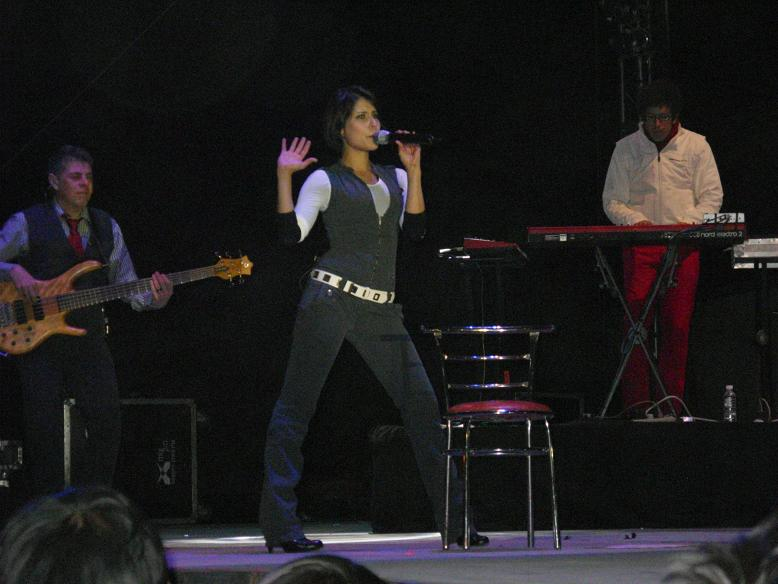
Playa Limbo tocando en la feria de Querétaro de 2008.

A mediados de 2007, fueron contratados por Sony BMG para la realización de su primer material discográfico, titulado «Canciones de hotel». Este disco, cuenta con catorce temas, entre los que se encuentran: «Regresará», «El eco de tu voz», «10 para las 10», «Andar», «Miel de motel», «El tiempo de ti», «Todo lo que fuimos», entre otros.
En julio de 2007, «El eco de tu voz» fue seleccionado como primer sencillo del grupo. En el video, se muestra a la banda tocando en una casa mientras van apareciendo diferentes personas en ella, como mostrando diferentes facetas del grupo. Con tan solo unas semanas en la radio, «El eco de tu voz» se convirtió en un gran éxito y llevó al grupo a participar en muchos conciertos de estaciones de radio, uno de los más significativos, el de Voces con causa 2007 en la ciudad de Pachuca, Hidalgo, en diciembre de 2007, en el que tocaron canciones como «10 para las 10» y «El eco de tu voz».
Para diciembre de 2007 y enero de 2008, Playa Limbo lanzó el segundo sencillo de su disco Canciones de hotel titulado «10 para las 10». En el video se muestra a la banda tocando en un escenario de relojes y a una bailarina de ballet fracasar y volver a comenzar, entre otros pasos de baile. «10 para las 10» alcanzó e incluso superó el éxito de «El eco de tu voz» al mostrarnos una canción líricamente más compleja que su sencillo anterior.
Playa Limbo continuó promocionando su producción, Canciones de hotel que incluye «Un gancho al corazón» (tema de la homónima serie televisiva) canción producida por Ettore Grenci y mezclada por Fabrizio Simoncioni. La cual tras una exitosa presentación en la que hizo un recorrido por sus éxitos musicales, la agrupación Playa Limbo recibió Disco de Oro por sus altas ventas.

### 2010-2011:Año perfecto
El 30 de marzo de 2010 lanza el disco Año Perfecto en tiendas físicas y tiendas digitales logrando altas ventas que en su disco anterior Canciones de hotel.
El mismo año el 16 de noviembre lanza la reedición de su disco, titulado Año perfecto (Edición especial), a la cual agregaron 4 canciones inéditas, 1 bonus track y un homenaje al grupo Mecano con el tema «Los amantes». Con este álbum lograron altas ventas dándole un reconocimiento Disco de Oro por ventas en México, una edición del álbum en Estados Unidos, nominaciones a los Premios Oye, y tres sencillos en primer lugar.
A mediados de 2011 el grupo cambió de compañía discográfica, estando antiguamente con Sony BMG para poder integrarse al sello discográfico llamado Warner/Chappel Music sin expresar explicaciones.

### 2012-2013:El tren de la vida

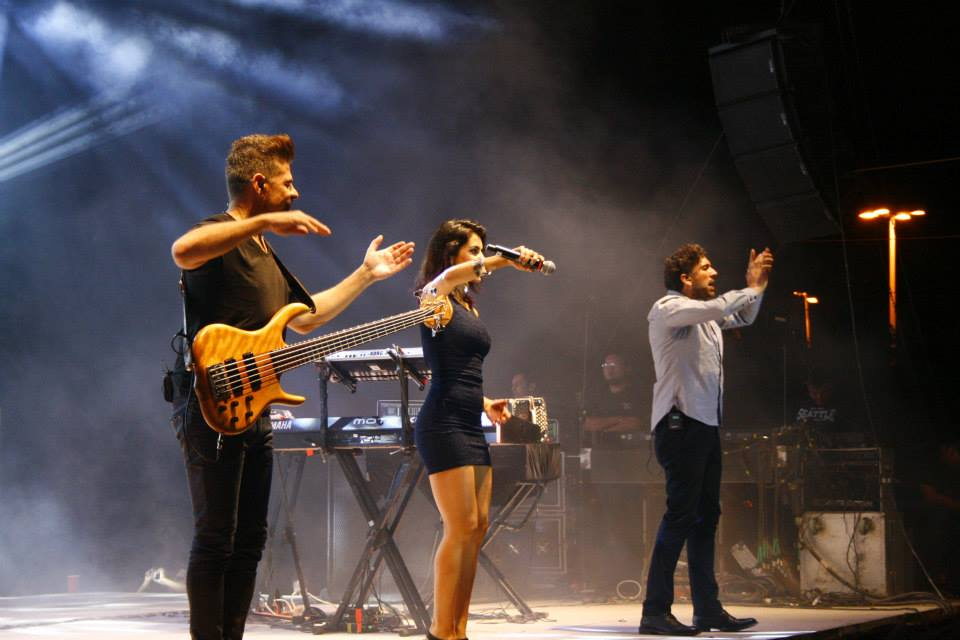
Ángel, María y Jorge en la Expo 2013 de Navojoa, Sonora.

El 16 de enero de 2012 sacan su primer sencillo titulado «Imaginarte» de su nuevo disco Tren de la vida, con fecha de salida a mediados de mayo, sin embargo promocionan su primer sencillo pudiéndolo descargar de manera gratuita en su página de Facebook o su Twitter.
El disco contiene 10 canciones, del cual se extrajeron 3 sencillos oficiales como «Imaginarte», «Calendario» publicado el 23 de septiembre de 2012 y «Que bello» publicado en diciembre de 2012, el cual es un cover de la canción de la cantante venezolana, Kiara. Este tercer álbum fue grabado en Argentina.

### 2014-2016:De días y de nochesy salida de María León
En abril de 2015 lanzan su cuarto álbum más un DVD titulado De días y de noches, que se posicionó en el número 1 de iTunes con el que obtuvieron disco de oro. Con varios sencillos que han lanzado a lo largo de su carrera y con un sencillo nuevo llamado «Piérdeme el respeto», el cual se colocó en listas de popularidad como Top 20 Pop de Monitor Latino. El álbum fue grabado en vivo en el Centro Cultural Roberto Cantoral, con este material discográfico también celabraron sus 10 años de trayectoria musical.
A principios de 2016, Playa Limbo reeditó su álbum «De Días y de Noches» con 3 nuevas canciones, «Piérdeme el Respeto (Versión 2016)», «¿Qué Somos? (Versión Estudio)» y su nuevo sencillo Sola.
En diciembre de 2016, María León anunció por medio de las redes sociales su salida de la agrupación para emprender otros proyectos, entre los que se encuentra un nuevo proyecto con la cadena de televisión Telemundo y en relación con esto, un posible disco como solista.

### 2017-presente: audición de Jass Reyes yUniverso amor
A mediados de enero de 2017 se anuncia el nombre de la nueva vocalista, Ada Jassiel Reyes Ávila, conocida como Jass Reyes exparticipante del reality La voz México, debutando en la agrupación con el sencillo «Mi perdición». Jass declaró al respecto «Estoy tan feliz y emocionada de emprender un nuevo viaje al lado de tan increíbles compañeros, músicos y ahora amigos».
El 20 de octubre de 2017 lanzan un nuevo sencillo titulado «Ahora es aquí», que fue liberado en plataformas digitales y servicios de streaming bajo el sello de OCESA Seitrack. En 2018, lanzan su quinto álbum de estudio Universo amor, el cual contiene 11 canciones, de las cuales 5 son en colaboración con otros artistas como Saak, Marco Mares, Daniela Calvario, Mando y Caztro. La banda emprendió en 2019 una gira promocional que fue continuada hasta febrero de 2020 en el lunario del Auditorio Nacional de la Ciudad de México, además visitaron ciudades como Tokio, Canberra, Sídney y Bangkok.

## Integrantes

### Formación actual
- Jass Reyes - voz (2017-presente)
- Ángel Baillo - bajo (2003-presente)
- Jorge Corrales - teclados (2003-presente)
- Servando Yáñez - batería (2005-presente)

### Exmiembros
- María León - voz (2003-2016)

## Discografía
| - 2008: Canciones de hotel - 2010: Año perfecto - 2012: El tren de la vida - 2020: Universo Amor - 2021: Luces de Sal - 2024: Hora Cero - 2015: De días y de noches | - 2007: La vida es una canción - 2009: Un gancho al corazón - 2014: A dónde va nuestro amor - 2016: La Sonora Dinamita - «Que nadie sepa mi sufrir» - 2016: Sasha, Benny y Erik - «Ay amor» - 2021: Los Socios del Ritmo - «Suave» |

## Giras musicales
Principales
- 2010: Tour año perfecto[57]
- 2012: El tren de la vida Tour[58]
- 2015: De días y de noches Tour[59]
- 2019-2020: Universo amor Tour[49]
- 2021-2022: Amarillo Tour

## Videografía

### Videos musicales
| Año  | Canción               | Otro(s) artista(s) | Álbum               |
| ---- | --------------------- | ------------------ | ------------------- |
| 2007 | «El eco de tu voz»    | Ninguno            | Canciones de hotel  |
| 2007 | «10 para las 10»      | Ninguno            | Canciones de hotel  |
| 2008 | «El tiempo de ti»     | Ninguno            | Canciones de hotel  |
| 2009 | «Así fue»             | Ninguno            | Canciones de hotel  |
| 2010 | «Te dejé»             | Ninguno            | Año perfecto        |
| 2010 | «Aún pienso en ti»    | Ninguno            | Año perfecto        |
| 2010 | «Los amantes»         | Ninguno            | Año perfecto        |
| 2012 | «Imaginarte»          | Ninguno            | El tren de la vida  |
| 2012 | «Calendario»          | Ninguno            | El tren de la vida  |
| 2012 | «Que bello»           | Ninguno            | El tren de la vida  |
| 2015 | «Piérdeme el respeto» | Ninguno            | De días y de noches |
| 2015 | «¿Qué somos?»         | Ninguno            | De días y de noches |
| 2016 | «Sola»                | Ninguno            | De días y de noches |
| 2017 | «Mi perdición»        | Ninguno            | Sin álbum           |
| 2017 | «Ahora es aquí»       | Ninguno            | Sin álbum           |
| 2018 | «Hoy ya no»           | Ninguno            | Universo amor       |
| 2018 | «Universo amor»       | Ninguno            | Universo amor       |
| 2019 | «Cuenta hasta 20»     | Saak               | Universo amor       |
| 2019 | «Feroz»               | Ninguno            | Universo amor       |
| 2021 | «Amarillo»            | Ninguno            | Luces de sal        |
| 2021 | «Que haces aquí»      | Ninguno            | Luces de sal        |
| 2021 | «Multicolor»          | Ninguno            | Luces de sal        |
| 2021 | «Luces de sal»        | Ninguno            | Luces de sal        |
| 2021 | «Todo y nada»         | Ninguno            | Luces de sal        |

## Nominaciones
| Año  | Entrega            | Categoría               | Nominación             | Resultado | Ref.   |
| ---- | ------------------ | ----------------------- | ---------------------- | --------- | ------ |
| 2010 | Premios TVyNovelas | Mejor tema musical      | «Un gancho al corazón» | Nominados | [ 60 ] |
| 2010 | Premio Lo Nuestro  | Canción Pop del año     | «Así fue»              | Nominados | [ 61 ] |
| 2010 | Premio Lo Nuestro  | Grupo o Dúo Pop del año | Playa Limbo            |           | [ 61 ] |
| 2011 | Premio Lo Nuestro  | Grupo o Dúo Pop del año | Playa Limbo            | Nominados | [ 62 ] |
| 2013 | Premios Oye!       | Mejor grupo pop         | Playa Limbo            | Nominados | [ 63 ] |